# Districtul Bounoura
Bounoura este un district din provincia Ghardaïa, Algeria.